# Acacia retivenia
Acacia retivenia é uma espécie de leguminosa do gênero Acacia, pertencente à família Fabaceae.